# Siphamia tubulata
Siphamia tubulata är en fiskart som först beskrevs av Weber, 1909.  Siphamia tubulata ingår i släktet Siphamia och familjen Apogonidae. Inga underarter finns listade i Catalogue of Life.